# Phakellia izuensis
Phakellia izuensis är en svampdjursart som beskrevs av Tanita och Kazuo Hoshino 1989. Phakellia izuensis ingår i släktet Phakellia och familjen Axinellidae.
Artens utbredningsområde är havet kring Japan. Inga underarter finns listade i Catalogue of Life.